# NGC 5822
NGC 5822 è un grande ma disperso ammasso aperto visibile nella costellazione australe del Lupo.

## Osservazione

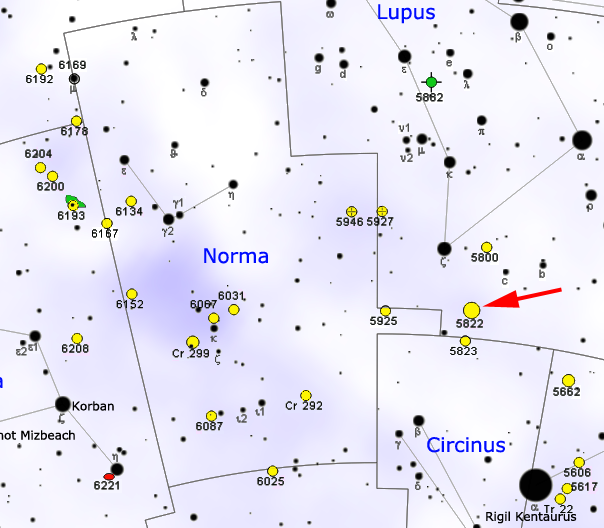
Mappa per individuare NGC 5822.

È individuabile due gradi a SSW di ζ Lupi, la stella luminosa più meridionale della costellazione, con una certa difficoltà pure con l'ausilio di un binocolo, a causa della sua scarsa concentrazione stellare; con un telescopio di 100mm è possibile terminarne la risoluzione anche a bassi ingrandimenti. Con strumenti più grandi si possono osservare anche i campi stellari di fondo, ma già medi ingrandimenti non consentono di avere una visione d'insieme dell'oggetto a causa delle sue grandi dimensioni. L'ammasso appare composto da un centinaio di stelle disposte in un cerchio fortemente schiacciato e allungato in senso est-ovest, con diametro maggiore apparente di 40' d'arco ed è dominato da stelle bianche e gialle a partire dalla magnitudine 9.
A causa della sua declinazione fortemente meridionale, quest'ammasso può essere osservato soprattutto da osservatori situati nell'emisfero australe della Terra; la sua osservazione dall'emisfero nord è possibile solo in vicinanza delle latitudini tropicali. Il periodo migliore per la sua osservazione nel cielo serale è quello compreso fra maggio e ottobre.

## Storia delle osservazioni
NGC 5822 fu individuato da John Herschel nel 1836, essendo sfuggito a James Dunlop, che studiò e scoprì numerosi altri oggetti anche nelle immediate vicinanze di quest'ammasso; John Herschel lo descrisse come un ammasso stellare di grandi dimensioni con componenti a partire dalla magnitudine 9, inserendolo poi nel suo catalogo col numero 3588.

## Caratteristiche
NGC 5822 è un ammasso aperto di grandi dimensioni sia apparenti che reali, situato alla distanza di 917 parsec (2990 anni luce) in corrispondenza del bordo più esterno del Braccio del Sagittario. La sua età è stimata attorno ai 660 milioni di anni ed è così in una fase di evoluzione intermedia, similmente a quanto avviene col ben noto ammasso delle Iadi.
Nonostante le sue estese dimensioni, appare come un oggetto piuttosto ricco e popolato. Studi sulla metallicità delle sue componenti hanno mostrato che le giganti rosse presenti mostrano un'abbondanza di alcuni elementi decisamente più alta rispetto alle componenti meno massicce; gli stessi studi hanno tuttavia rilevato per l'ammasso un'età di 1 miliardo di anni, significativamente maggiore rispetto ad altre stime.